# Zellularpathologie

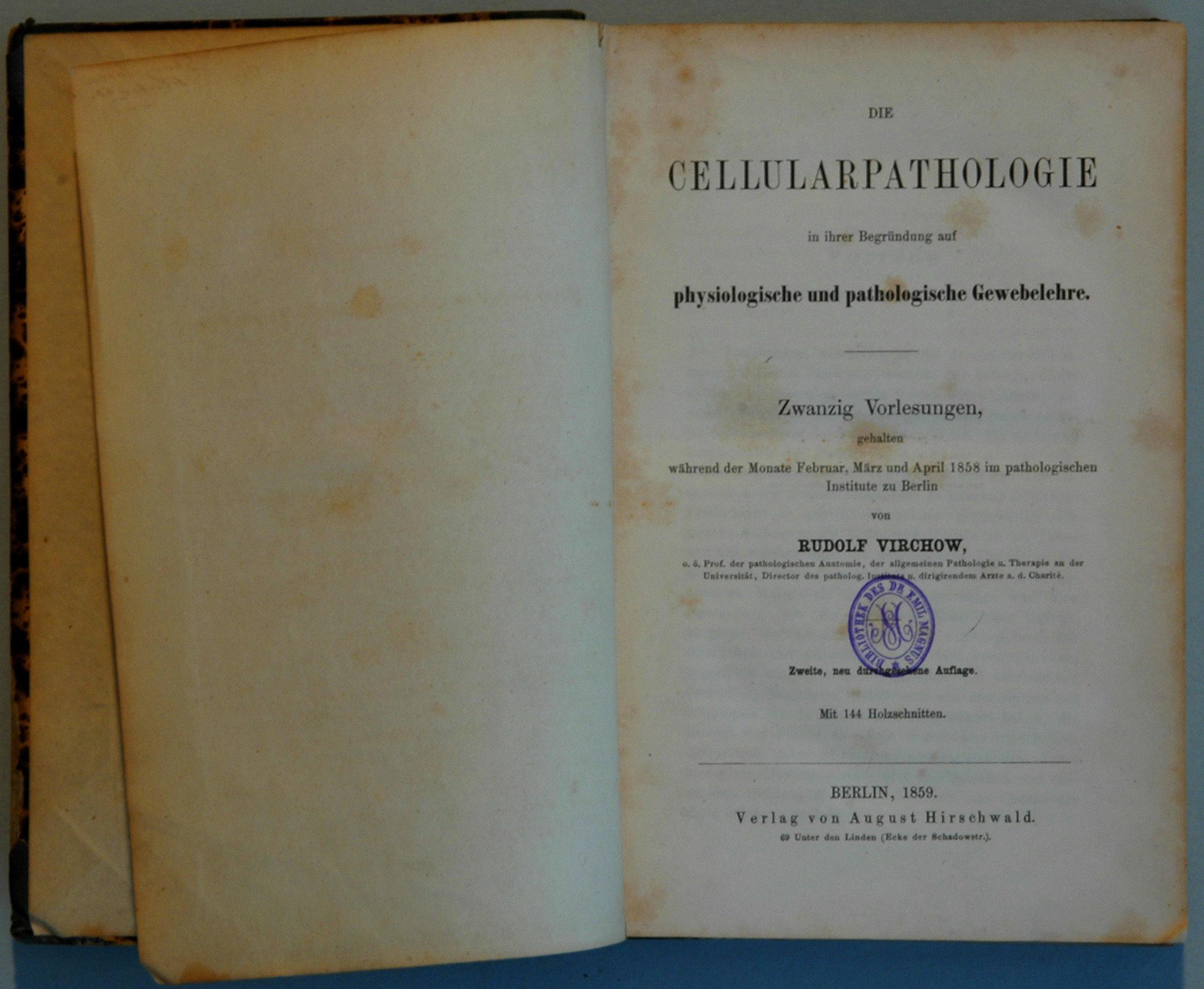
Virchows Cellularpathologie:
Titelblatt der zweiten Auflage von 1859

Die Zellularpathologie ist eine Krankheitslehre, nach der Krankheiten auf Störungen der Körperzellen bzw. ihrer Funktionen basieren. Sie wurde in den 1850er Jahren von Rudolf Virchow entwickelt, der 1855 auch den Begriff „Cellularpathologie“ prägte. Seine gleichnamige Schrift wurde ein Standardwerk.
Als auf der Zellenlehre beruhendes Krankheitskonzept ersetzte sie die zuvor seit der Antike gültige Humoralpathologie und ist damit für eine umfassende Umwälzung in der Vorstellung von Krankheitsentstehung und Krankheit im Allgemeinen verantwortlich. Zusammen mit der experimentellen Pharmakologie, der Physiologie und der Mikrobiologie bildet sie eine einheitliche Grundlage für die klinische Medizin und ein Fundament der wissenschaftlich begründeten Medizin.